# Fresneville
Fresneville  (picardisch: Frainneville) ist eine nordfranzösische Gemeinde mit 103 Einwohnern (Stand 1. Januar 2022) im Département Somme in der Region Hauts-de-France. Die Gemeinde liegt im Arrondissement Amiens (seit 2009) und ist Teil der Communauté de communes Somme Sud-Ouest und des Kantons Poix-de-Picardie.

## Geographie
Die Gemeinde liegt auf der Hochfläche der Landschaft Vimeu an den Départementsstraßen D29 und D96 rund neun Kilometer nordwestlich von Hornoy-le-Bourg und neun Kilometer südöstlich von Oisemont.

## Einwohner

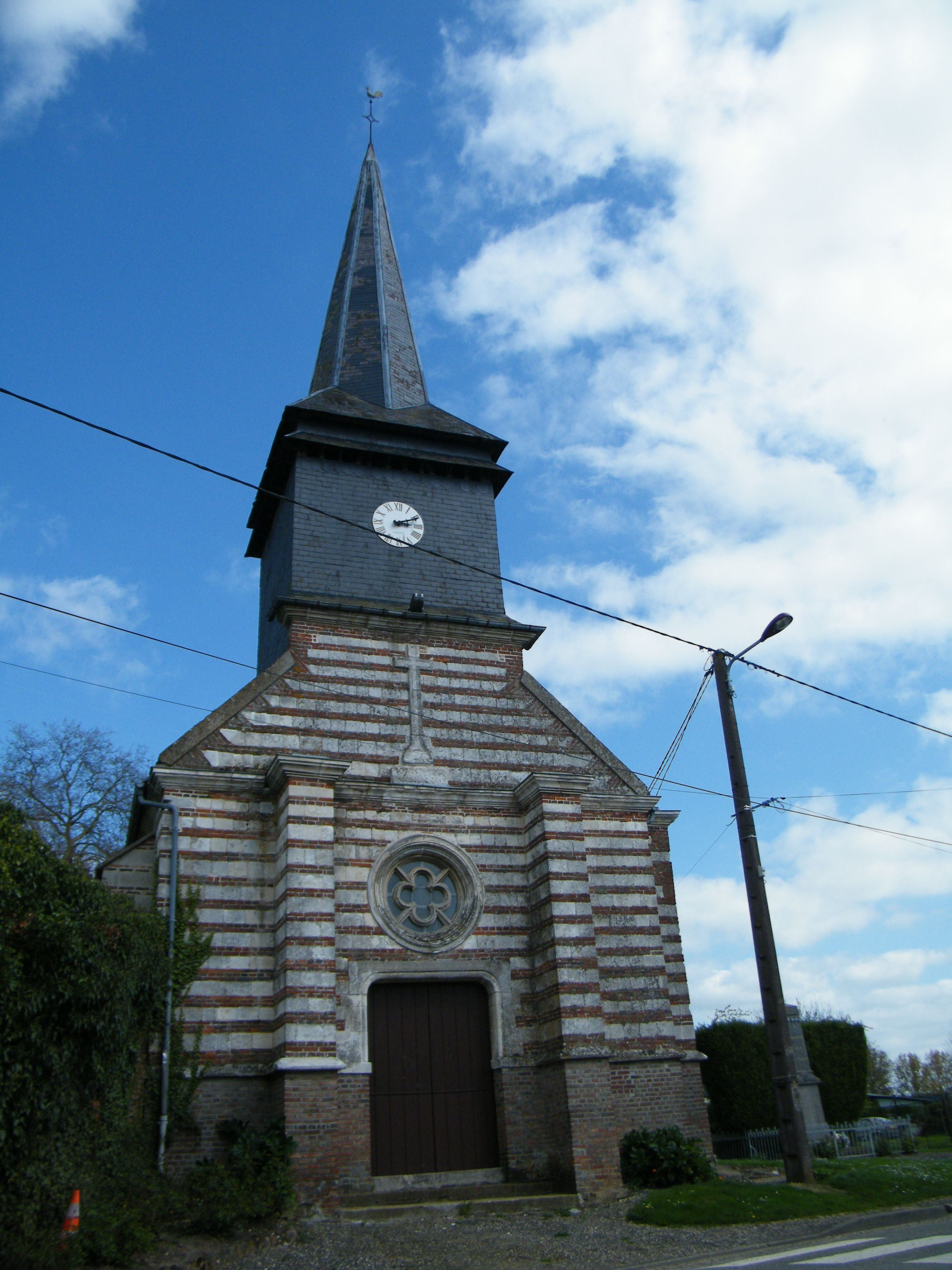
Kirche Saint-Gilles

| 1962 | 1968 | 1975 | 1982 | 1990 | 1999 | 2006 | 2011 |
| ---- | ---- | ---- | ---- | ---- | ---- | ---- | ---- |
| 107  | 104  | 95   | 77   | 69   | 78   | 99   | 107  |